# 바우르다르붕카산

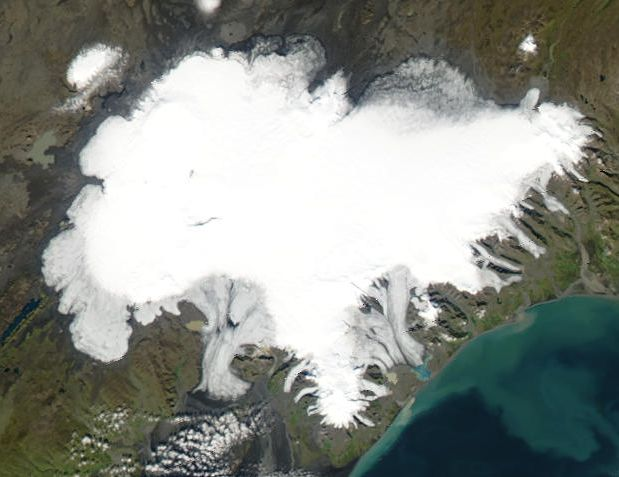

바우르다르붕카산(아이슬란드어: Bárðarbunga, [b'aurðarbuŋka])은 아이슬란드의 바트나이외쿠틀에 묻혀있는 성층 화산으로, 거대한 활화산이다.
이 화산은 칼데라가 있는 화산이며, 1910년에 마지막으로 분화하였으나, 2014년 용암을 분출하며 다시 분출하였다. 사실 이 화산은 아이슬란드에서 가장 큰 화산이다. 최대의 폭발을 하였을 때는 지수 6이었다. 흔히 바우르다르붕가로 부른다.

## 2014년의 분화
화산이 폭발하기 전 규모 5.7의 강진이 기록되었고, 바트나이외쿠틀 빙하를 녹이기도 하였다. 결국 8월 29일 폭발하면서 용암을 분출하였다. 용암 분출은 열극을 통해 발생하였으며, 6개월이 지난 지금까지 지속되고 있다. 이 과정에서 아황산가스가 대량으로 분출되었으며, 그 결과 아이슬란드의 대기가 오염되어 산성비를 유발하기도 하였다.